# La Selve, Aveyron
 La Selve, Aveyron  là một xã ở tỉnh Aveyron, thuộc vùng Occitanie ở miền nam nước Pháp.